# 天王殿

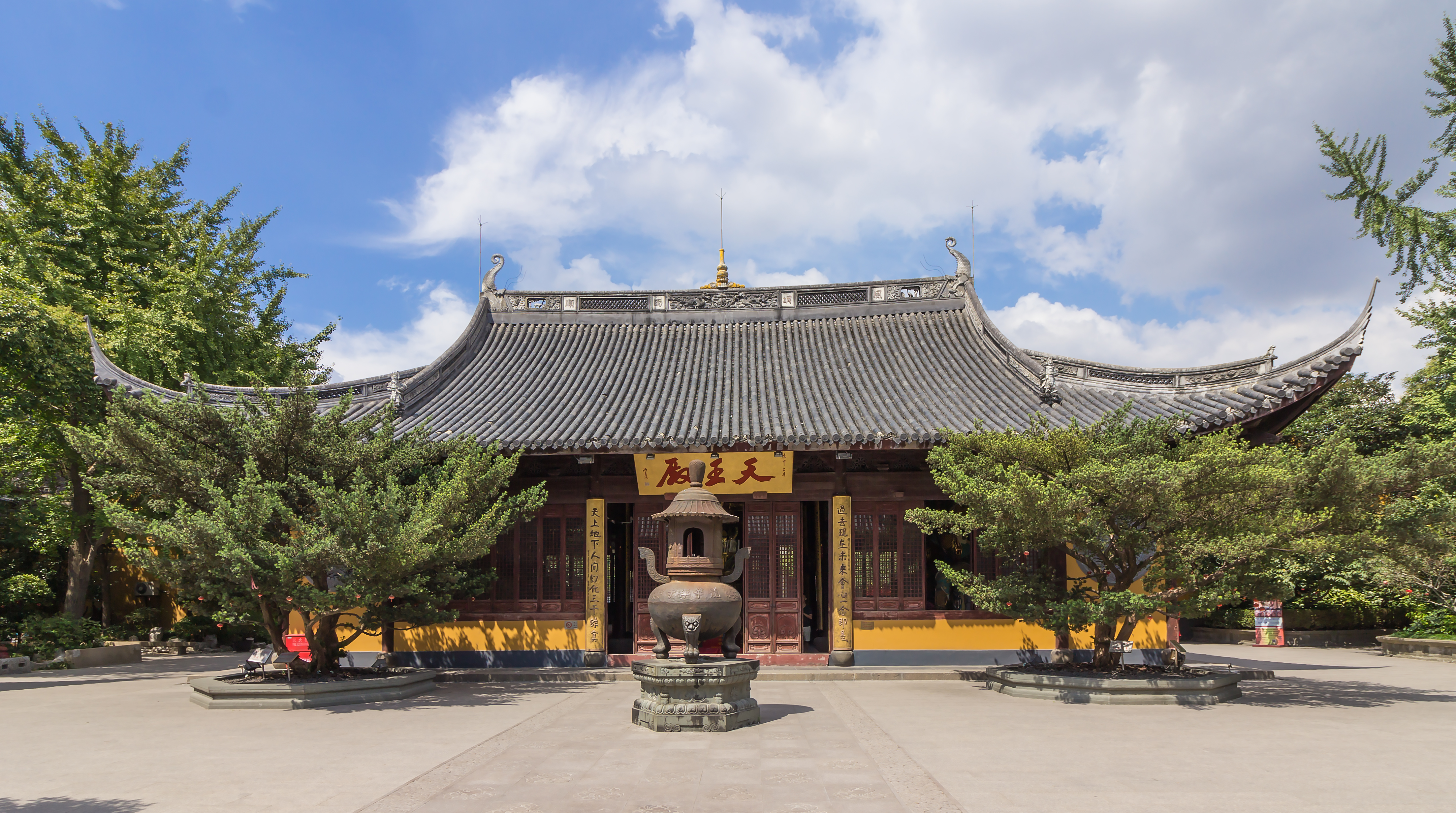
上海龙华寺天王殿

天王殿，又称弥勒殿，是佛教寺院内的第一重殿，殿内正中供奉着弥勒佛塑像，左右供奉着四大天王塑像，背面供奉韦驮天塑像，因此得名。
天王殿最初多见于净土宗寺院，中国禅宗本不供弥勒。但两宋之后中国佛教出现禅净双修的局面，天王殿开始出现在大部分中国寺院里。

## 布局

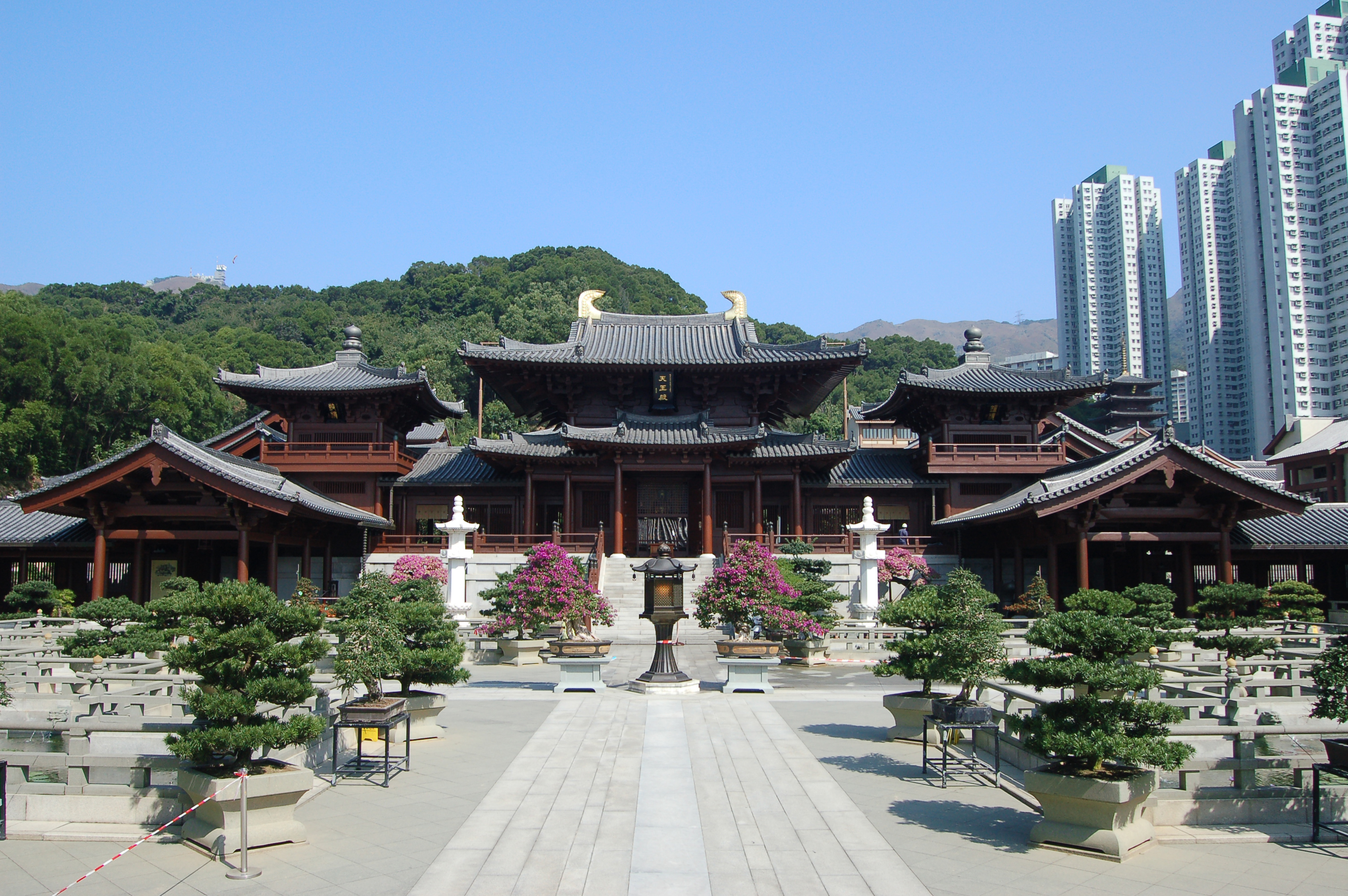
香港志蓮淨苑天王殿

天王殿通常都是位列山门殿或者山门之后，是中国汉传佛教的第一重殿堂。天王殿前后都有门，因此天王殿就成了过殿，信徒常常从前门进入，后门走出来。天王殿前面供奉弥勒佛，弥勒佛后门是韦驮天，四周是四大天王。

## 供奉
天王殿主要供奉四大天王、弥勒佛和韦驮天。
佛教中，弥勒佛是释迦牟尼佛的接任者，是未来佛，早期形象是头戴宝冠，身披璎珞，手结佛印，相貌俊朗。五代十国时期的后梁，浙江奉化有名僧人叫“契此”，体态丰腴，大肚子，肩挑布袋，经常嬉笑着在街市上行乞，人称“布袋和尚”，他圆寂时留下一首佛偈“弥勒真弥勒，分身千百亿，时时示世人，世人自不识。”后来人们逐渐把弥勒佛塑造成肥头大耳、咧嘴大笑、坦胸露乳、盘腿而坐的胖和尚形象。
韦驮天是佛寺的守护神，在中国汉传佛教寺院，他已经演变成武将形象，身披铠甲，手持金刚杵，英俊威武。
四大天王分别是东方持国天王，居须弥山，穿白衣；南方增长天王，居须弥山琉璃宫，穿青衣，手持宝剑；西方广目天王，居须弥山向银宫，穿红衣；北方多闻天王，居须弥山水晶宫，穿绿衣。《长阿含经》曰：“东方天王为护佛菩提人；南方天王为护阎浮提人；西方天王为瞿耶尼人；北方天王为护国单越人。”
印度式的四大天王皆著甲冑，東方持國天王，持大刀。南方增長天王，持戟。西方廣目天王，手持書卷、筆。北方多聞天王手托寶塔，有時另一手持三叉戟。日本佛教寺廟多依此造像。
中國式的四大天王，东方持国天王持琵琶（或阮琴）；南方增长天王持宝剑；西方广目天王持蛇（或龙）；北方多闻天王持宝伞（有時另一手持银鼠）。